# Ko Samet
Ko Samet (taj. เกาะเสม็ด, również Koh Samet lub Koh Samed) – wyspa w Zatoce Tajladzkiej, znajdująca się w prowincji Rayong, ok. 200 km na południowy wschód od Bangkoku. Wyspa ta, której powierzchnia wynosi ok. 5 km², jest położona w odległości 6,5 km od stałego lądu. W jej pobliżu znajdują się również trzy małe skaliste wysepki (Koh Chan, Koh San Chalam oraz Koh Hin Khao) zamieszkane przez ptaki. 

## Pochodzenie nazwy
Nazwa Koh Samet wywodzi się od nazwy drzewa samet obficie porastającego wyspę. Jest ono cenione ze względu na wysoką wartość drewna do budowy łódek, a jego kora używana jest w tradycyjnej medycynie.

## Park narodowy Khao Laem Ya-Moo Koh Samet
Koh Samet jest częścią Parku Narodowego Khao Laem Ya-Moo Koh Samet, założonego w 1981 roku w celu ochrony tamtejszej fauny i flory. Park ten obejmuje plażę Had Mae Rumpueng-a na wybrzeżu Rayong, górę Lam Ya (na stałym lądzie) oraz archipelag Samet obejmujący wyspy Koh Samet, Koh Chan, Koh San Chalam, Koh Hin Khao, Koh Kang Kao, Koh Kudee, Koh Kruoy oraz Koh Plateen. Oferowane są wycieczki ekologiczne z przewodnikiem po niektórych obszarach parku.
Wśród zwierząt zamieszkujących te tereny można wymienić małpy, gibony, dzioborożce oraz piękne motyle. Wjazd do parku na Ko Samet jest płatny, w 2005 roku dla turystów opłata wynosiła 200 baht, natomiast dla Tajów - 20 baht. 

## Klimat
Średnia temperatura w ciągu roku to 28 st. C, przy czym minimalne temperatury notuje się w grudniu, natomiast maksymalne w kwietniu. Miesiące od października do lutego są stosunkowo chłodne oraz suche. 

## Plaże

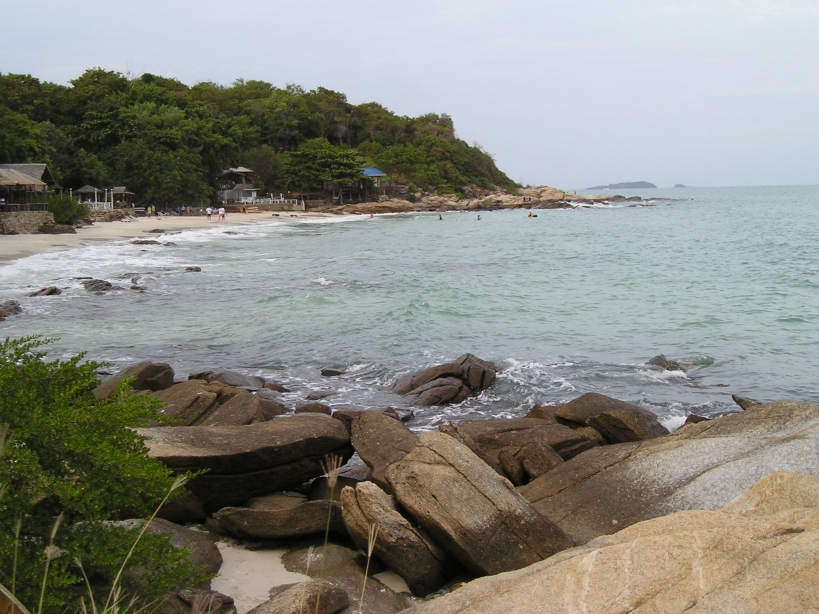
Mała zatoczka

Wyspa jest popularnym miejscem spędzania wolnego czasu przez mieszkańców Bangkoku. Znana jest szczególnie ze swoich małych, pięknych plaż o bardzo jasnych i drobnych piaskach (gdzieniegdzie przypominających mąkę). Legendarny tajski poeta Soon Thorn Phu porównywał je nawet do olśniewających kryształów. 
Większość z plaż znajduje się po wschodniej stronie wyspy. Niektóre z nich to:
- Ao Phrao, jedyna plaża po zachodniej stronie wyspy, o długości 200 metrów,
- Ao Kui Na Nai,
- Ao Toei,
- Cape Khut,
- Ao Kui Na Nok,
- Ao Wai,
- Ao Vong Duan, bardzo popularna plaża o długości 500 metrów,
- Ao Phai,
- Hat Sai Kaew, znajduje się w odległości 800 metrów od wioski Samet; najdłuższa plaża wyspy (ok. 780 metrów),
- Na Dan, tu znajduje się główny port.

## Jak się dostać
Do portu Koh Samet można się dostać statkiem, który odpływa regularnie co godzinę (zwykle od 6.00 do 17.00) z małego portu Ban Phe położonego ok. 20 km na wschód od miasta Rayong. Statek kursuje również bezpośrednio do niektórych miejsc poza portem, np. na plażę Hat Sai Kaew. Możliwe jest również wynajęcie motorówki, dzięki której można się szybko dostać na wybraną plażę.